# East Los Angeles (région)
Ne doit pas être confondu avec East Los Angeles.
Eastern Los Angeles (aussi connu sous le nom de East L.A. ou the Eastside) est une région de la ville de Los Angeles, Californie, qui est sise à l'est de la Los Angeles River et de Downtown Los Angeles, à l'ouest de la Vallée de San Gabriel, au sud de la Vallée de Crescenta et au nord de Vernon et Commerce.
La forme courte "East L.A." est imprécise et peut désigner différentes choses selon le contexte. Sur le plan géographique, elle peut ainsi désigner la région décrite dans cet article, ou bien la communauté non-incorporée nommée East Los Angeles. Sur le plan culturel, East L.A. se réfère aux communautés latinoaméricaines située à l'est de la ville de Los Angeles, autour de East Los Angeles et City Terrace, mais aussi au quartier de Los Angeles connu sous le nom de Boyle Heights. Pour éviter cette ambigüité, les habitants emploient de plus en plus le terme "Eastside" pour parler de la région et l'opposer à la région de West Los Angeles.